# Suzy Solidor
Suzy Solidor (Saint-Servan, 18 december 1900 – Cagnes-sur-Mer, 31 maart 1983) was een Franse zangeres en actrice; ze speelde onder meer in films als La Garçonne (1936).
Ze werd geboren in het district Pie van Saint-Servan in Bretagne, als Suzanne Louise Marie Marion, en was de dochter van Louise Mairie Adeline Marion, een 28-jarige alleenstaande moeder. In 1907 werd haar naam veranderd in Suzy Rocher, toen haar moeder trouwde met Eugène Prudent Rocher. Later veranderde ze haar naam in Suzy Solidor toen ze verhuisde naar Parijs in de late jaren twintig. Ze gebruikte de naam van een district van Saint-Servan waar ze woonde.
Aan het begin van de jaren dertig werd Solidor een populaire zangeres en opende een chique nachtclub met de naam La Vie Parisienne. Tussen 1933 en 1954 nam ze ongeveer 120 liedjes op waaronder veel tango's, walsen en rumba's.
Solidor was openlijk lesbisch. Een van haar publiciteitsstunts was om de “meest geschilderde vrouw ter wereld” te worden. Ze poseerde voor enkele van de bekendste schilders uit die tijd, onder wie Pablo Picasso en Georges Braque. Als loon voor het poseren ontving ze de schilderijen, die zie ophing in haar club. Al snel had ze 39 portretten van zichzelf verzameld. Boite de Nuit werd een van de trendy plaatsen in Parijs. Solidors beroemdste portret werd geschilderd door Tamara de Lempicka. Toen ze De Lempicka in de jaren dertig ontmoette, vroeg ze de kunstenares om haar te schilderen. De Lempicka ging hiermee akkoord, maar alleen als ze Solidor naakt mocht schilderen. Het schilderij werd voltooid in 1933.
Solidors nachtclub was tijdens de bezetting in de Tweede Wereldoorlog populair bij Duitse officieren. Ze bracht onder andere het lied Lili Marleen in een Franse versie. Na de oorlog werd ze door de Épuration légale veroordeeld wegens collaboratie.
Ze overleed op 82-jarige leeftijd en is begraven in de stad Cagnes-sur-Mer, waar ze had gewoond. Haar geschilderde portretten liet ze na aan de gemeente Cagnes-sur-Mer en deze behoren tot de collectie van het Château Grimaldi.

## Biografie
- Marie-Hélène Carbonel, Suzy Solidor, Une vie d'amours, Éditions Autres Temps (2007)